# Newcastle City
Koordinaten: 32° 53′ S, 151° 43′ O

Die City of Newcastle ist ein lokales Verwaltungsgebiet (LGA) im australischen Bundesstaat New South Wales. Das Gebiet ist 186,8 km² groß und hat etwa 169.000 Einwohner.
Newcastle liegt an der Ostküste des Staates an der Mündung des Hunter River etwa 160 km nordöstlich der Metropole Sydney. Das Gebiet umfasst 54 Stadtteile und Ortschaften: Adamstown, Bar Beach, Beresfield, Brimingham Gardens, Broadmeadow, Callaghan, Carrington, Cooks Hill, Fletcher, Georgetown, Hamilton, Hamilton East, Hamilton North, Hamilton South, Hexham, Islington, Jesmond, Kooragang, Kotara, Lambton, New Lambton, North Lambton, Lenaghan, Maryland, Maryville, Mayfield, Mayfield East, Mayfield North, Mayfield West, Merewether, Merewether Heights, Minmi, Newcastle, Newcastle East, Newcastle West, Sandgate, Shortland, Stockton, Tarro, The Hill, The Junction, Tighes Hill, Wallsend, Warabrook, Waratah, Waratah West, Wickham und Teile von Adamstown Heights, Black Hill, Cardiff Heights, Elermore Vale, Fullerton Cove, New Lambton Heights und Rankin Park. Der Sitz des City Councils befindet sich im Stadtteil Newcastle.

## Verwaltung
Der Newcastle City Council hat 13 Mitglieder, die von den Bewohnern der LGA gewählt werden. Je drei Mitglieder kommen aus den Wards 1 bis 4, der Vorsitzende und Mayor (Bürgermeister) wird zusätzlich von allen Bewohnern der LGA gewählt. Die vier Wahlbezirke sind unabhängig von den Stadtteilen festgelegt.